# Irmã Catarina
Irmã Catarina é uma minissérie brasileira produzida pela Associação do Senhor Jesus e exibida pela CNT (em SP, CNT/Gazeta) entre 4 a 30 de março de 1996, às 17h e 20h. Escrita por Geraldo Vietri, Ronaldo Ciambroni e Peter Orglmeister com direção de Atílio Riccó.

## Produção
A minissérie foi gravada nos estúdios da Associação do Senhor Jesus, em Valinhos. Segundo os autores, a ideia de Irmã Catarina não era fazer mero entretenimento, mas utilizar-se da ficção para tratar de assuntos como evangelização, aborto, drogas e corrupção. "Irmã Catarina" é a primeira produção católica de teledramaturgia a tratar de temas polêmicos, tudo sob a ótica da Igreja. Último trabalho de Geraldo Vietri, autor de grandes sucessos no currículo. A minissérie foi reprisada em fevereiro de 1997, na Rede Vida - que, à época, tinha parceria com a associação - de segunda a sexta-feira, às 20h30 e em janeiro de 2006, na TV Século 21 (canal 59 UHF em São Paulo), às quartas, quintas e sextas, às 21h15. Em outubro de 2010, a TV Século 21 reapresentou a obra, ocupando a grade da tarde da emissora, das 16h às 17h.

## Enredo
Catarina é uma adolescente comum que se torna freira e ajuda os moradores de sua cidade.

## Elenco[1]
| Ator                  | Personagem               |
| --------------------- | ------------------------ |
| Myriam Rios           | Catarina                 |
| Patrícia Lucchesi     | Lúcia                    |
| Geórgia Gomide        | Laura                    |
| Márcia Real           | Irmã Serafina            |
| Roberto Pirillo       | Francisco                |
| Luís Carlos de Moraes | Prefeito Cândido Almeida |
| Arlete Montenegro     | Dalva                    |
| Luiz Parreiras        | Cardoso                  |
| Josmar Martins        | Médico                   |
| Marcos Plonka         | Hassan                   |
| Crystiane Fischer     | Irmã Francisca           |
| João Acaiabe          | Delegado Oswaldo Moreira |
| Neusa Maria Faro      | Delurdes                 |
| Dênis Derkian         | Marco                    |
| Ernando Tiago         | Pedro                    |
| Raymundo de Souza     | Nelson                   |
| Paulo Celestino Filho | Maurício                 |
| Padre Antônio Maria   | Ele mesmo                |
| Ronaldo Ciambroni     | Palhaço do circo         |
| Olívia Camargo        | Odete                    |
| Claret Toledo         | Padre Júlio              |
| Ruy Minharro          | Carlinhos                |
| Mateus Carrieri       | Paulo                    |
| Miriam Lins           | Irma Tanajura            |
| Marcelo Galdino       | Osmar                    |
| Nívio Diegues         | Alessandro               |
| Patrícia Rinaldi      | Glorinha                 |
| Ruthinéia de Moraes   | Yara                     |
| Theresa Athayde       | Daniela                  |
| Vanessa Alves         | Maria                    |
| Alexandre Reinecke    | Dário                    |
| Carlos Meceni         | Inspetor de polícia      |
| Lily Alcalay          | Repórter Argentina       |
| Zilda Mayo            | Vandisa Leal             |
| Wagner Kampynas       | Bandido                  |